# Galería Kaufhof
Galeria Kaufhof GmbH fue una cadena alemana de grandes almacenes. Su fundación comenzó en 1879 con una pequeña tienda de venta de hilo, botones, telas y artículos de lana de Leonhard Tietz. Siguieron más tiendas, que se consolidaron en 1905 en Leonhard Tietz AG. Tras una importante expansión, que incluyó la apertura de sus propias instalaciones de producción y unas 50 sucursales, el nombre de la empresa cambió en 1933 a Westdeutsche Kaufhof AG bajo la presión del régimen nazi. La empresa fue adquirida por la fuerza y vendida por un valor reducido a Commerzbank, Deutsche Bank y Dresdner Bank.
Después de la Segunda Guerra Mundial, la empresa, ahora solo llamada "Kaufhof", se expandió  a través de numerosas adquisiciones a Kaufhof Holding y se fusionó con Metro Cash & Carry en 1996. 2008 Kaufhof Warenhaus AG se convirtió en Galeria Kaufhof GmbH. 2015 Metro Group lo vendió a Hudson's Bay Company, que a su vez vendió una participación mayoritaria a Signa Holding en 2018. Desde junio de 2019, Signa Holding ha celebrado 100 % de participación en Galería Kaufhof.
A las 6 de noviembre de 2019, la gerencia anunció la fusión de Galeria Kaufhof GmbH con Karstadt Warenhaus GmbH. Bajo el paraguas de Signa Holding, ambas empresas ahora continúan como Galeria Karstadt Kaufhof GmbH.

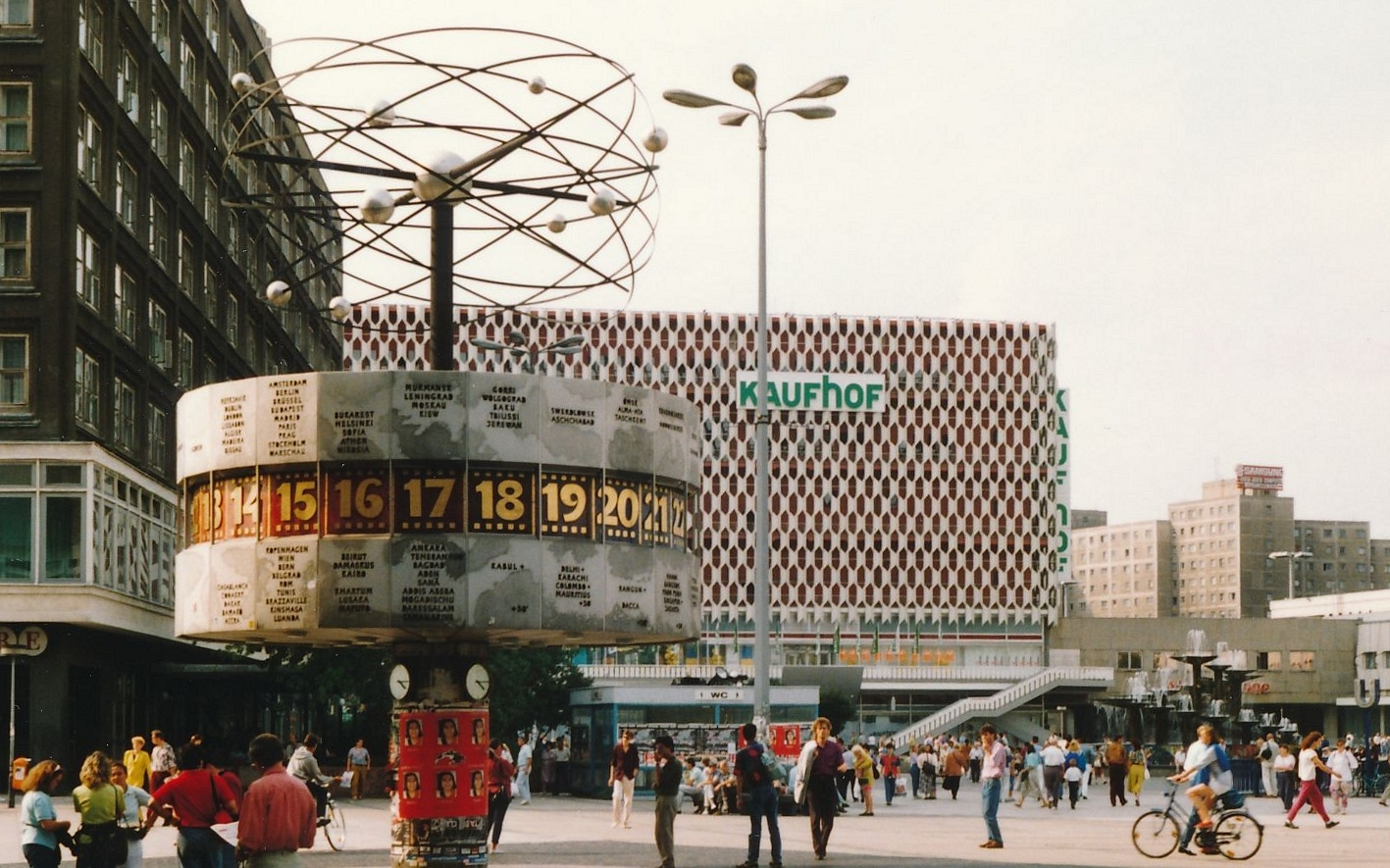
Kaufhof en los antiguos grandes almacenes Centrum en la Alexanderplatz de Berlín (foto de 1991)

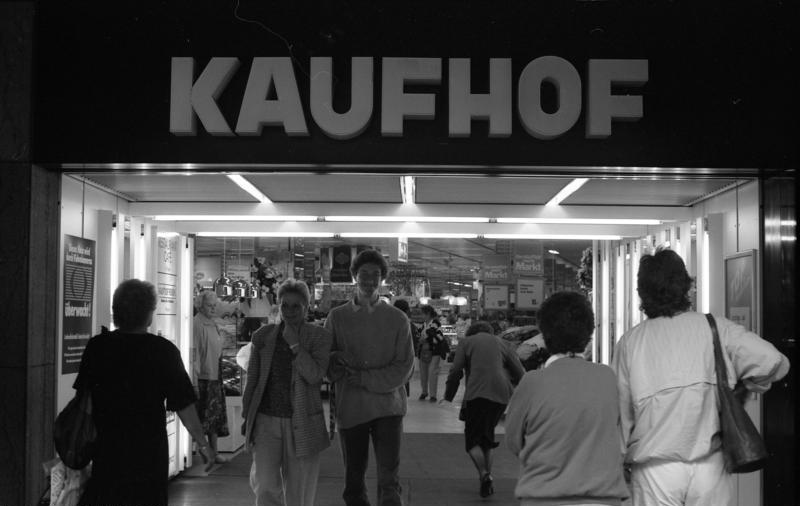
Kaufhof en Bonn

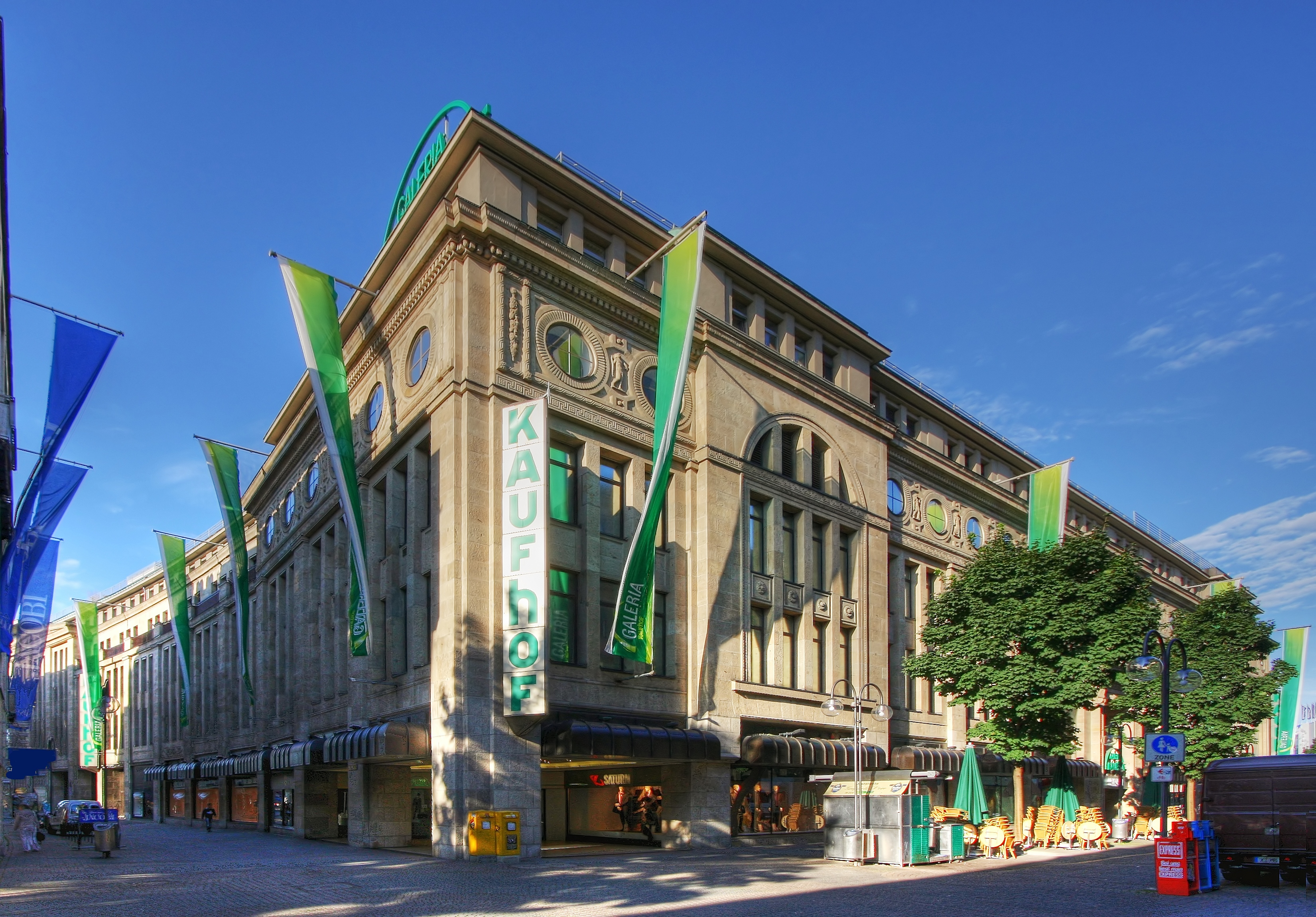
Buque insignia del grupo: Galería Kaufhof en Colonia (foto 2009) (antes grandes almacenes Leonhard Tietz)
Arquitecto: Wilhelm Kreis

En 1879, Leonhard Tietz abrió una tienda en Stralsund a la edad de 25 años. m² de superficie de venta de hilados, botones, tejidos y artículos de lana. Sus principios comerciales -precios fijos, pago al contado y derecho de devolución- fueron una novedad en la época. 1889 Tietz abrió otra sucursal en Elberfeld (un distrito de Wuppertal desde 1929, uno de los lugares industriales más importantes de Alemania en ese momento). Después de tres meses, la sucursal se mudó a un edificio más grande en la misma calle. 40 ya estaban trabajando en el primer año empleados en la tienda. En 1890, Tietz también trasladó la sede de la empresa a Elberfeld por un corto tiempo. En 1891 abrió una pequeña tienda por departamentos en Hohe Strasse en Colonia⁣; En 1897 trasladó allí la sede de la empresa desde Elberfeld. En 1905 fundó la sociedad anónima Leonhard Tietz AG a partir de las instalaciones de compra anteriores. Un año más tarde, inauguró el nuevo edificio central representativo de los grandes almacenes Tietz Aachen, después de haberse afianzado allí desde 1892 con locales comerciales más pequeños alquilados. Después de la muerte de Tietz el 14. de noviembre de 1914, su hijo mayor, Alfred Leonhard Tietz, asumió la dirección.
En su 50 aniversario en 1929, la empresa tenía sus propias instalaciones de producción y 43 sucursales con 15.000 empleados. La corporación fue 1933 en Alemania Occidental  AG, antes. Se cambió el nombre de Leonhard Tietz, a partir de 1936 se eliminó el sufijo. Sin embargo, a diferencia de muchas otras empresas expropiadas, se mantuvo la estructura interna de la empresa.
A partir de marzo de 1933, las sucursales de la empresa se vieron afectadas por el boicot judío organizado por el partido nazi, que alcanzó su punto álgido el 1 de abril de 1933. Debido a la presión política y económica, Alfred Leonhard Tietz se vio obligado a dimitir del consejo de administración de la empresa en abril de 1933. Se vio obligado a vender sus acciones de la empresa al Dresdner Bank por una fracción de su valor. Posteriormente, el régimen nazi despojó a la familia judía Tietz del resto de sus bienes y la obligó a emigrar. Tras la Segunda Guerra Mundial, el nuevo gobierno alemán llegó a acuerdos de compensación con la familia Tietz.
Para ocultar el nombre del fundador judío, la empresa pasó a llamarse Westdeutsche Kaufhof AG en julio de 1933 bajo la presión del régimen nazi. Además, los miembros de la Junta Ejecutiva y los órganos superiores de gestión de ascendencia judía fueron despedidos. El grupo era entonces propiedad de Commerzbank, Deutsche Bank y Dresdner Bank. 
Durante la Segunda Guerra Mundial, 35 de los grandes almacenes fueron destruidos por bombas.

### Kaufhof de 1945 a 1999: cambios de contenido y fusiones
En las décadas siguientes, la empresa creció. En 1977 la tienda por departamentos, que mientras tanto operaba como grupo, generó ventas de 9.94 mil millones MD En 1988, los datos económicos de Kaufhof Holding significaron que era uno de los 30 miembros fundadores del DAX.
En los años noventa, Kaufhof-Holding se enfrentó al problema de que los grandes almacenes clásicos tenían una imagen relativamente rancia. En particular, los jóvenes y adultos jóvenes, cada vez más acomodados, ya no compraban su ropa en los grandes almacenes clásicos. La dirección intentó contrarrestarlo con un concepto de grandes almacenes especialmente adaptado a la juventud. Aquisgrán era un lugar obvio para un proyecto piloto, ya que aquí existían dos grandes almacenes de aproximadamente el mismo tamaño a unos cientos de metros de distancia tras la adquisición de Horten. Así, a finales de los noventa, los antiguos grandes almacenes Horten de Aquisgrán se convirtieron en "Lust for Life". La gama de productos se dirigía principalmente a clientes menores de 40 años; la publicidad y el diseño interior estaban pensados para atraer a este grupo objetivo. En Múnich había otro concept store: el "U.Style" estaba integrado espacialmente en la sucursal de Marienplatz y también se dirigía a este grupo de clientes. Además, la antigua tienda Horten de Hamburgo existió de 1999 a 2001 en las inmediaciones de la tienda Kaufhof de Mönckebergstraße (Hamburgo). Desde entonces, este edificio ha sido utilizado por Saturn.

#### Separación del grupo Metro en 2008
En la primavera de 2008, el grupo Metro anunció que se separaría de Kaufhof.  Ya se ha encargado a un banco de inversión que organice el proceso de venta. Al mismo tiempo, se encargó a una empresa de auditoría que separara las actividades de Kaufhof de las actividades de Metro y preparara un informe de diligencia debida. Sin embargo, pasaron otros siete años antes de que finalmente se llevara a cabo una venta.
Para el 1 de octubre de 2008, Kaufhof Warenhaus AG se transformó en Galeria Kaufhof GmbH.
El 1 de julio de 2020, se presentó un procedimiento de insolvencia ante el tribunal de distrito de Essen para la empresa sucesora Galería Karstadt Kaufhof, que finalizó el 30 de abril de 2020.  En septiembre de 2020 se completó con éxito.

#### Insolvencia 2024
El 9 de enero de 2024 se presentó de nuevo un procedimiento de insolvencia ante el tribunal de distrito de Essen.En el contexto de esta insolvencia, se cerraron 16 de las 92 sucursales.

## Áreas de negocio

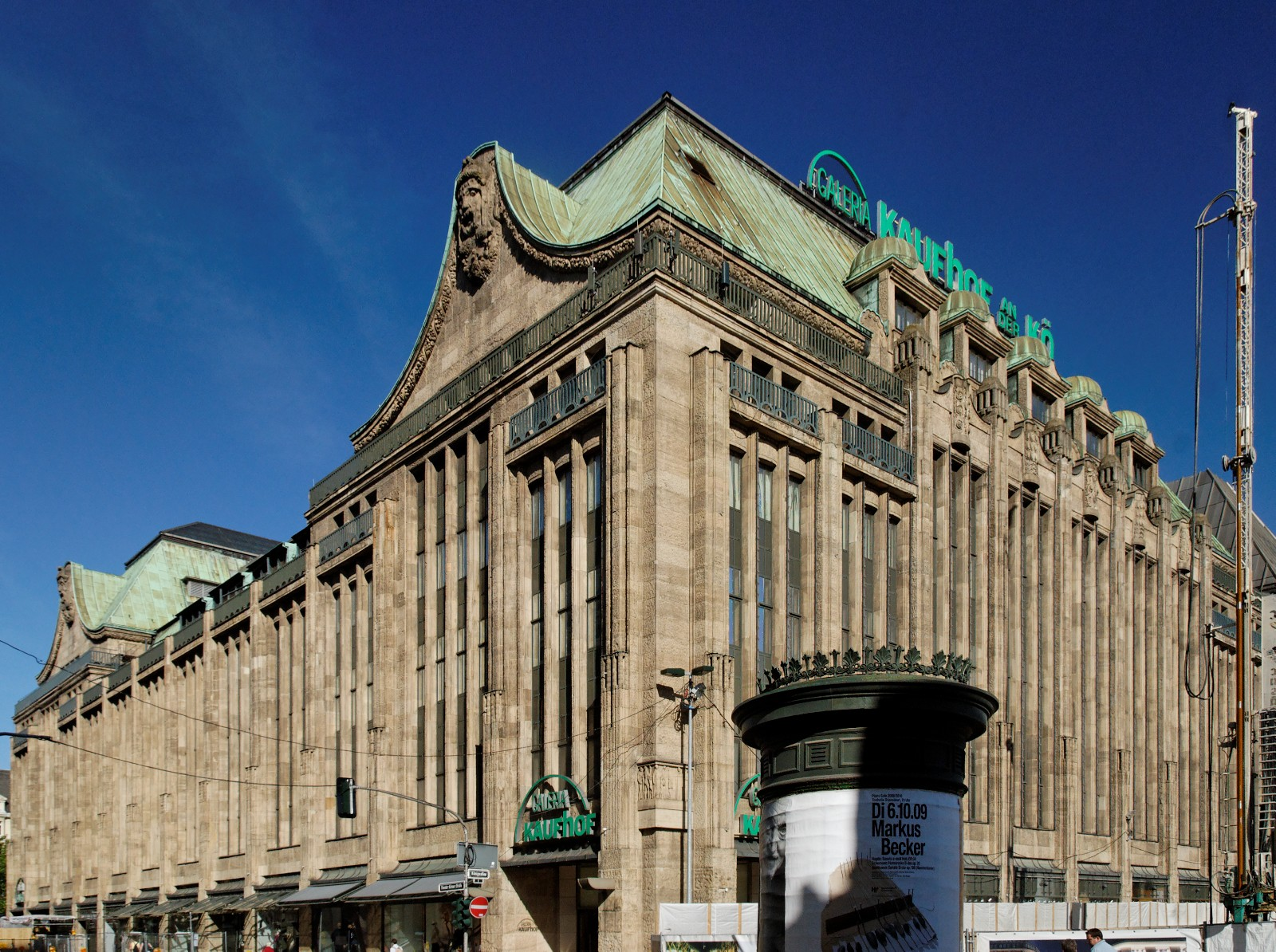
Kaufhof en el Kö en Düsseldorf

- Galería Kaufhof con 96 sucursales (a partir de enero de 2018)
- Galería-Kaufhof.de (tienda en línea), anteriormente una fase de proyecto de septiembre de 2000 a octubre de 2001 con zebralino.de,  un portal de tiendas de ropa y juguetes para niños, la actualización más reciente de la tienda en mayo de 2015.
- Dinea Gastronomie GmbH con 58 restaurantes
- Galería Inno (desde 2002/2003, anteriormente solo Inno, 16 grandes almacenes en Bélgica, comprados en 2001)
- Galería Logística GmbH
- Galería Personalservice GmbH
- emociones: el concepto se suspendió a principios de 2005
- MoKi – moda para niños